# Dugesia lindbergi
Dugesia lindbergi és una espècie de triclàdide dugèsid que habita Afganistan, Índia i Pakistan.

## Morfologia

### Morfologia externa
Els espècimens sexualment madurs preservats de D. lindbergi mesuren entre 12 i 18 mm de longitud i uns 2 mm d'amplada. Aquesta espècie és externament molt similar a D. bactriana, tot i que la forma del cos de D. lindbergi és lleugerament més llarga i prima. El cap és de forma subtriangular amb dos ulls relativament grans. Les aurícules són esmussades. La superfície dorsal del cos és de color marró fosc uniforme. La superfície ventral és de color marró grisós clar.

### Morfologia interna
No té òrgans musculo-glandulars o adenodàctils.